# Buchanan (Liberia)
Pour les articles homonymes, voir Buchanan.

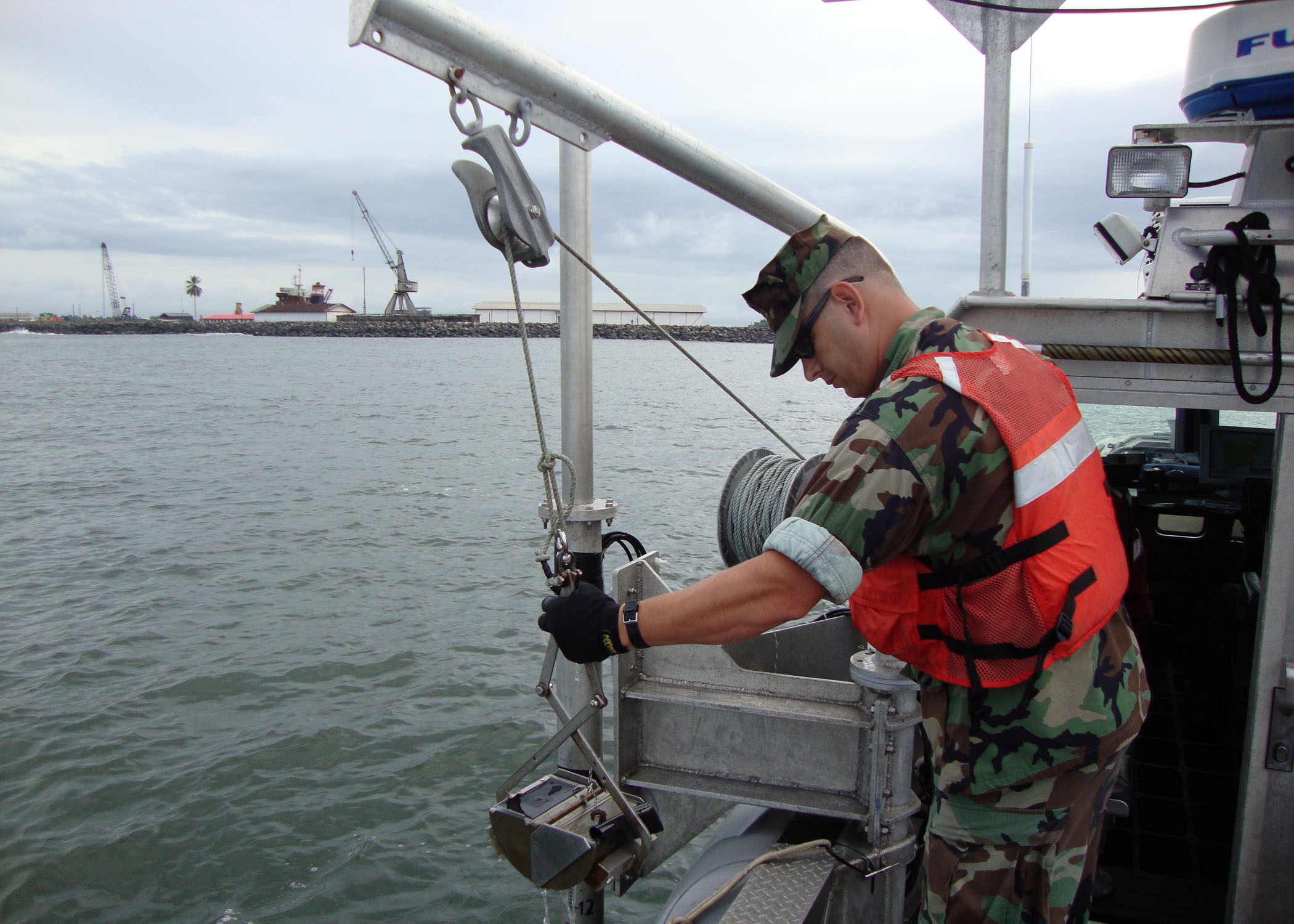
Prélèvement de sédiments au large du port de Buchanan.

Buchanan est par le nombre d'habitants la troisième ville du Liberia et la capitale du comté de Grand Bassa. Elle est située près de l'embouchure du fleuve Saint John, sur la baie de Waterhouse, ouvrant sur l'océan Atlantique, à 97 km au sud-est de la capitale Monrovia. Sa population s'élevait à 34 270 habitants au recensement de 2008.
Elle est nommée d'après Thomas Buchanan, cousin du président américain James Buchanan et second gouverneur du Liberia. La ville a accueilli de nombreux réfugiés pendant la guerre civile au Liberia, ayant largement échappé aux combats qui ravageaient alors le pays. L'activité portuaire et la pêche constituent la principale activité économique de la ville.

## Histoire
Une colonie nommée Port Cresson fut créée en décembre 1832 à l'emplacement de l'actuelle ville de Buchanan, par des quakers noirs appartenant à des Sociétés de colonisation de New York et de Pennsylvanie. Elle fut établie pour les émigrés noirs venant des États-Unis. Elle fut nommée en l'honneur d'Elliott Cresson, un négociant de Philadelphie, fondateur de la société de colonisation qui avait financé leur voyage au Liberia.
En juin 1835, les membres des tribus Bassa détruisirent la colonie de Port Cresson. Mais un mois plus tard, une nouvelle colonie appelée Bassa Cove fut fondée par les quakers noirs de la « Young Men's Colonization Society of Pennsylvania ». La colonie de Bassa Cove fut incorporée au Liberia, le 1er avril 1839.

## Économie
Le port de Buchanan fut ouvert en 1963 afin d'exporter le minerai de fer extrait à Nimba par la société Lamco depuis les années 1950. Une voie ferrée de 275 km relie Buchanan à Nimba. Entre 12 et 24 Mt de minerai furent exportées chaque année entre 1964 et 1989, dernière année significative d'activité de la mine de fer de Nimba, finalement fermée en 1991. En 1968, LAMCO mit en service à Buchanan la première usine réalisant le lavage (capacité 10 Mt/an) et le bouletage (2 Mt/an) du minerai de fer. La plupart de ces infrastructures et équipements furent détruits au cours des deux guerres civiles que connut le Liberia entre 1989 et 2003.
En 2005, ArcelorMittal décide de relancer l'extraction du minerai de fer et commence un ambitieux plan des investissements. Mais la crise économique de 2008 a fortement ralenti le rythme d'investissement. La première phase d'investissement, d'un montant d'un milliard de dollars, a essentiellement consisté en la remise en service de la ligne de chemin de fer Yekepa-Buchanan et la construction d’infrastructures pour accueillir les travailleurs. En 2013 a été lancée la deuxième phase d'investissements, destinée à porter la capacité de production du minerai de fer de 4  à   15 millions de tonnes annuelles à l'horizon 2015, consiste en l'augmentation des capacités de chargement du port et la construction d'une usine d'enrichissement du minerai à Yekepa.
Le port de Buchanan exporte également du caoutchouc et de l'huile de palme.
Buchanan Renewable Energies, une entreprise basée à Toronto (Canada) possède une unité de production qui transforme des copeaux de troncs d'arbres de caoutchouc en biocarburant. China Union Investment Corporation, une entreprise chinoise, doit participer à la mise en place d'une zone économique spéciale à Buchanan.

## Transports
La réhabilitation de la route Monrovia – Buchanan, longue de 179 km, a débuté en 2007, grâce à une aide de la Banque mondiale. Elle est réalisée par la société chinoise China Henan International Cooperation Group (Chico).